# Mariza Ikonomi
Mariza Ikonomi (ur. 12 maja 1983 w Tiranie) – albańska piosenkarka i autorka tekstów.

## Życiorys
Pochodzi z rodziny muzyków. Zaczęła śpiewać już jako dziecko, występując na festiwalach piosenki dziecięcej w Tiranie i w Szkodrze. Reprezentowała także Albanię na Bałkańskim Festiwalu Piosenki Dziecięcej w Macedonii Północnej, gdzie zdobyła III nagrodę.
Po raz pierwszy na „dorosłej” scenie pojawiła się w wieku 11 lat, debiutując na XXXI Festiwalu Piosenki Albańskiej i będąc najmłodszą jego uczestniczką w historii; zajęła wówczas 3. miejsce wykonując utwór „Telefonatë zemrash” (Zew serc) w duecie z Françeskiem Radim. Występowała także w duecie z Merlandem Kademim. Mając 17 lat występowała jako wokalistka zespołu Ilirianet na koncertach w Szwajcarii, Francji, Holandii i w Kosowie. Przeboje, którymi Ikonomi zdobywała rynek albański jak Ti me fal (Wybacz mi) i Dashuri dhe Lot (Miłość i łza) znalazły się na debiutanckiej płycie wokalistki zatytułowanej Vegim Qellor. Płyta, wypromowana przez teledysk „S'e di” (Nie wiem) otworzył drogę wokalistce do albańskiej telewizji, a także do sukcesu na Festiwalu Pieśni Magicznej w Tiranie, na którym została uhonorowana Złotym Mikrofonem. W 2005 zwyciężyła na festiwalu Kosovo Fest. W 2007 zajęła 3 miejsce na Festiwalu Piosenki w Tiranie. Uczestniczyła także w 50 edycji albańskiego festiwalu, zajmując w finale 11 miejsce (wykonała utwór Më ler të të dua). W 2015 ponownie wystąpiła na festiwalu Kënga Magjike - w duecie z Kleą wykonała utwór Pike loti, a w 2016  w kolejnej edycji festiwalu wykonała utwór Endri Shaniego E vetmja jam, do której napisała tekst.
W 2003 ukończyła naukę w szkole artystycznej Jordan Misja w Tiranie i podjęła studia na wydziale wokalnym Akademii Sztuk w Tiranie.
Jest związana z Blendi Greço, ma córkę.

## Dyskografia

### Albumy
- Vegim qellor
- Mysafir i Mallkuar
- 2007: Ditari